# Platytinospora
Platytinospora es un género con  una especies de plantas de flores perteneciente a la familia Menispermaceae. Nativo de Camerún. 

## Especies seleccionadas
- Platytinospora buchholzii Diels